# Чіампіно
Чіампіно (італ. Ciampino) — муніципалітет в Італії, у регіоні Лаціо,  метрополійне місто Рим-Столиця.
Чіампіно розташоване на відстані близько 15 км на південний схід від Рима.
Населення — 38 417 осіб (2014).
Щорічний фестиваль відбувається у п'ятницю після другої неділі після Дня Святої Трійці. Покровитель — Sacro Cuore di Gesù.

## Демографія
Населення за роками:

Станом на 1 січня 2023 року в муніципалітеті офіційно проживало 2980 іноземців з 94 країн, серед них 1521 громадянин країн Євросоюзу та 121 громадянин України.

## Клімат
| ROMA CIAMPINO                 | Місяці | Місяці | Місяці | Місяці | Місяці | Місяці | Місяці | Місяці | Місяці | Місяці | Місяці | Місяці | Пора  | Пора  | Пора | Пора  | Рік   |
| ROMA CIAMPINO                 | Січ    | Лют    | Бер    | Кві    | Тра    | Чер    | Лип    | Сер    | Вер    | Жов    | Лис    | Гру    | Зим   | Вес   | Літ  | Осі   | Рік   |
| ----------------------------- | ------ | ------ | ------ | ------ | ------ | ------ | ------ | ------ | ------ | ------ | ------ | ------ | ----- | ----- | ---- | ----- | ----- |
| Темп. макс. (°C)              | 12.5   | 13.4   | 16.7   | 19.1   | 24.4   | 28.7   | 31.1   | 28.8   | 25.6   | 19.8   | 14.3   | 12.2   | 12.7  | 20.1  | 29.5 | 19.9  | 20.6  |
| Темп. мін. (°C)               | 2.7    | 3.5    | 5.0    | 7.5    | 11.1   | 14.7   | 17.4   | 17.5   | 14.8   | 10.8   | 6.8    | 3.9    | 3.4   | 7.9   | 16.5 | 10.8  | 9.6   |
| Опади (мм)                    | 102.6  | 98.5   | 67.5   | 65.4   | 48.2   | 34.4   | 22.9   | 32.8   | 68.1   | 93.7   | 129.6  | 111.0  | 312.1 | 181.1 | 90.1 | 291.4 | 874.7 |
| Дні опадів (≥ 1 мм)           | 9      | 9      | 9      | 9      | 6      | 4      | 2      | 3      | 6      | 8      | 11     | 10     | 28    | 24    | 9    | 25    | 86    |
| Морозні дні (Tmin ≤ 0 °C)     | 8      | 6      | 3      | 0      | 0      | 0      | 0      | 0      | 0      | 0      | 1      | 5      | 19    | 3     | 0    | 1     | 23    |
| Вологість повітря (%)         | 77     | 75     | 72     | 73     | 71     | 68     | 67     | 66     | 69     | 74     | 78     | 78     | 76.7  | 72    | 67   | 73.7  | 72.3  |
| Абсолютна геліофанія (години) | 3.9    | 4.7    | 5.4    | 6.7    | 8.5    | 9.5    | 10.7   | 9.6    | 7.9    | 6.3    | 4.3    | 3.6    | 4.1   | 6.9   | 9.9  | 6.2   | 6.8   |
| Роза вітрів (Вузлів)          | NE 4.2 | S 4.4  | S 4.4  | S 4.3  | S 4.0  | SW 4.0 | SW 4.1 | SW 4.0 | S 3.9  | S 3.9  | S 4.3  | NE 4.3 | 4.3   | 4.2   | 4    | 4     | 4.2   |

## Сусідні муніципалітети
- Гроттаферрата
- Марино
- Рим